# السباق الثلاثي في الألعاب الأولمبية الصيفية 2024
تقام منافسات السباق الثلاثي في دورة الألعاب الأولمبية الصيفية 2024 في باريس في الفترة من 30 يوليو إلى 5 أغسطس في جسر ألكسندر الثالث، وتضم إجمالي 110 رياضيين سيتنافسون في كل من أحداث الرجال والسيدات.   بعد الظهور الأول الناجح في دورة الألعاب الأولمبية الصيفية 2020، ستبقى فعالية التتابع المختلط في برنامج السباق الثلاثي للمرة الثانية. 